# Donald Young
Donald Oliver Young (* 23. Juli 1989 in Chicago, Illinois) ist ein US-amerikanischer Tennisspieler.

## Karriere
2004 wurde Young Profi. 2005 wurde er eine Zeit lang als bester Juniorspieler der Welt geführt. Im selben Jahr gewann er als bis dato jüngster Spieler die Australian Open der Junioren. Er erhielt daraufhin viel Aufmerksamkeit von den US-Medien, die ihn als den kommenden Tennisstar feierten. Zahlreiche amerikanische Veranstalter gaben ihm für ihr ATP-Turnier eine Wildcard. Er konnte die hohen Erwartungen aber zunächst nicht erfüllen. Beim ATP-Masters-Turnier von Miami verlor er 2006 in der ersten Runde gegen Carlos Berlocq aus Argentinien mit 0:6 und 0:6. Berlocq seinerseits verlor dann sein Zweitrundenmatch ebenfalls mit 0:6 und 0:6. Young konzentrierte sich in der Folge wieder auf kleinere Turniere.
Das Junioren-Turnier von Wimbledon gewann er im Juli 2007 gegen die Nummer 1 bei den Junioren, Uladsimir Ihnazik. Zwei Wochen später gewann er in Aptos seinen ersten Challenger-Titel, als er gegen seinen Landsmann Bobby Reynolds in zwei Sätzen gewann. Im August gewann er sein erstes Einzelmatch auf der ATP Tour, als er in New Haven in drei Sätzen gegen Amer Delić gewann. Bei den US Open erreichte er 2007 die dritte Runde; dort scheiterte er in vier Sätzen an Feliciano López. In der Folge erreichte er bei vier weiteren Challenger-Turnieren das Finale, er verlor jedoch alle Finalpartien; in Tulsa gegen Jesse Witten, in Calabasas gegen Robert Kendrick, in Louisville gegen Matthias Bachinger und in Champaign gegen Jesse Levine. Durch diese Ergebnisse konnte er sich erstmals unter den Top 100 der Tennisweltrangliste platzieren.
Sein bestes Abschneiden 2008 auf der ATP Tour war die das Viertelfinale in Memphis, wenngleich er in diesem Jahr zwei Finalpartien auf der Challenger Tour erreichte. In Sacramento bezwang er Robert Kendrick, der ihn im Vorjahr noch in einem Finalmatch besiegte, in Louisville gewann Kendrick das dritte Finalduell der beiden.
Das Finale vom Challenger in Tallahassee verlor Young im April 2009 gegen John Isner. Am Ende des Jahres gelang ihm in Calabasas sein einziger Saisonsieg bei einem Challengerturnier. Wie im Vorjahr stieß Young auch 2010 in zwei Challengerfinals vor. In Carson gewann das Finale bei einer weiteren Begegnung mit Kendrick. In Aptos verlor er das Finale gegen den Australier Marinko Matosevic.
Im April 2011 gewann er das Finale des Challengers in Tallahassee gegen Wayne Odesnik, Anfang Mai verlor er gegen denselben Gegner das Finale von Savannah. Im August konnte er sich ins Halbfinale des ATP-Turniers in Washington spielen, in dem er dem späteren Turniersieger Radek Štěpánek unterlag. Im Oktober erreichte er in Bangkok zum ersten Mal in seiner Karriere ein ATP-Finale, das er mit 2:6 und 0:6 gegen Andy Murray verlor. Das beste Grand-Slam-Resultat seiner Karriere erzielte Young bei den US Open, wo er im Achtelfinale stand. Sein erfolgreichstes Jahr der Karriere schloss er auf Rang 39 ab.
2012 verlor er bei allen Turnieren in der ersten oder zweiten Runde, wodurch er aus den Top 100 herausfiel – sein Karrierehoch von Rang 38 hatte er im Februar erreicht. Erst im April 2013 konnte er in León mit einem Sieg über Jimmy Wang wieder ein Challengerturnier für sich entscheiden. Es folgten Titel in Napa und Sacramento. Das beste Ergebnis Youngs 2014 war das Erreichen des Halbfinales in Washington, in dem er sich dem Turniersieger Milos Raonic aus Kanada geschlagen geben musste. Er konnte das Jahr wieder unter den Top 60 abschließen. Ebenfalls 2014 gab er sein Debüt in der Davis-Cup-Mannschaft der Vereinigten Staaten. Er vertrat die USA in zwei Begegnungen und spielte drei Matches, von denen er eines für sich entscheiden konnte.
Im Februar 2015 verlor er im Halbfinale von Memphis gegen den Südafrikaner Kevin Anderson. In der Folgewoche erreichte er das zweite Mal in seiner Karriere ein Finale auf der ATP Tour. Dieses verlor er in Delray Beach gegen Ivo Karlović aus Kroatien. Das zweite Mal konnte er das Jahr in den Top 50 beenden. Bei seiner einzigen Halbfinalteilnahme des Jahres 2016 verlor er in Newport gegen den Luxemburger Gilles Müller. 2017 erreichte er zwei Halbfinals in Delray Beach und Memphis. Den größte Doppel-Erfolg seiner Karriere hatte Young bei den French Open 2017. An der Seite von Santiago González erreichte er als Nr. 180 der Doppelweltrangliste das Finale. Dort unterlagen sie dem Team aus Ryan Harrison und Michael Venus. Durch dieses Ergebnis konnte er auf sein Karrierehoch von Platz 43 aufsteigen.
Im Februar 2018 beschuldigte Young seinen Landsmann Ryan Harrison im Rahmen seiner Erstrundenniederlage in New York des Rassismus. Wie sich später herausstellte, waren diese Vorwürfe haltlos, wie die ATP nach einer Untersuchung feststellte. Im Jahresverlauf folgten größtenteils weitere Erst- und Zweitrundenniederlagen, die ihn zum Jahresende bis auf Platz 276 abstürzen ließen, so niedrig wie zuletzt 2006. 2019 erreichte er drei Halbfinals verschiedener Challenger-Turniere, blieb aber weiterhin außerhalb der Top 200.
Im Jahr 2020 wurde die Saison aufgrund der COVID-19-Pandemie für einige Monate unterbrochen. Nach der Wiederaufnahme trat Young in dieser Saison bei keinem Turnier an. Sein Comeback gab er Anfang 2021. Seitdem musste er sowohl 2021 als auch 2022 Erst- und Zweitrundenniederlagen einstecken. In der Folge flog er 2021 aus den Top 400 und 2022 aus den Top 500.

## Erfolge
| Legende (Anzahl der Siege)  |
| Grand Slam                  |
| ATP World Tour Finals       |
| ATP World Tour Masters 1000 |
| ATP World Tour 500          |
| ATP World Tour 250          |
| ATP Challenger Tour (12)    |

### Einzel

#### Turniersiege
| Nr. | Datum              | Turnier        | Belag     | Finalgegner     | Ergebnis      |
| --- | ------------------ | -------------- | --------- | --------------- | ------------- |
| 1.  | 22. Juli 2007      | Aptos          | Hartplatz | Bobby Reynolds  | 7:5, 6:0      |
| 2.  | 12. Oktober 2008   | Sacramento (1) | Hartplatz | Robert Kendrick | 6:4, 6:1      |
| 3.  | 25. Oktober 2009   | Calabasas      | Hartplatz | Michael Russell | 7:64, 6:1     |
| 4.  | 30. Mai 2010       | Carson         | Hartplatz | Robert Kendrick | 6:4, 6:4      |
| 5.  | 17. April 2011     | Tallahassee    | Hartplatz | Wayne Odesnik   | 6:4, 3:6, 6:3 |
| 6.  | 7. April 2013      | León           | Hartplatz | Wang Yeu-tzuoo  | 6:2, 6:2      |
| 7.  | 29. September 2013 | Napa           | Hartplatz | Matthew Ebden   | 4:6, 6:4, 6:2 |
| 8.  | 6. Oktober 2013    | Sacramento (2) | Hartplatz | Tim Smyczek     | 7:5, 6:3      |

#### Finalteilnahmen
| Nr. | Datum            | Turnier      | Belag     | Finalgegner  | Ergebnis |
| --- | ---------------- | ------------ | --------- | ------------ | -------- |
| 1.  | 2. Oktober 2011  | Bangkok      | Hartplatz | Andy Murray  | 2:6, 0:6 |
| 2.  | 22. Februar 2015 | Delray Beach | Hartplatz | Ivo Karlović | 3:6, 3:6 |

### Doppel

#### Turniersiege
| Nr. | Datum            | Turnier         | Belag         | Partner         | Finalgegner                         | Ergebnis         |
| --- | ---------------- | --------------- | ------------- | --------------- | ----------------------------------- | ---------------- |
| 1.  | 18. Februar 2007 | Joplin          | Hartplatz (i) | Patrick Briaud  | Goran Dragicevic Mirko Pehar        | 6:4, 6:4         |
| 2.  | 13. Mai 2007     | Tunica Resorts  | Sand (i)      | Paul Goldstein  | Pablo Cuevas Horacio Zeballos       | 4:6, 6:1, [10:4] |
| 3.  | 7. November 2010 | Charlottesville | Hartplatz (i) | Robert Kendrick | Ryler DeHeart Pierre-Ludovic Duclos | 7:65, 7:63       |
| 4.  | 5. Januar 2019   | Nouméa          | Hartplatz     | Dustin Brown    | André Göransson Sem Verbeek         | 7:5, 6:4         |

#### Finalteilnahmen
| Nr. | Datum            | Turnier     | Belag         | Partner           | Finalgegner                           | Ergebnis          |
| --- | ---------------- | ----------- | ------------- | ----------------- | ------------------------------------- | ----------------- |
| 1.  | 15. Februar 2015 | Memphis     | Hartplatz (i) | Artem Sitak       | Santiago González Mariusz Fyrstenberg | 7:5, 6:71, [8:10] |
| 2.  | 10. Juni 2017    | French Open | Sand          | Santiago González | Ryan Harrison Michael Venus           | 6:75, 7:64, 3:6   |

### Mixed

#### Finalteilnahmen
| Nr. | Datum             | Turnier | Belag     | Partner         | Finalgegner                  | Ergebnis  |
| --- | ----------------- | ------- | --------- | --------------- | ---------------------------- | --------- |
| 1.  | 5. September 2024 | US Open | Hartplatz | Taylor Townsend | Sara Errani Andrea Vavassori | 6:70, 5:7 |